# 200 meter för herrar i friidrott vid olympiska sommarspelen 1984
200 meter herrar vid olympiska sommarspelen 1984 i Los Angeles avgjordes onsdagen den 8 augusti. 

## Medaljörer
| Gren      | Guld             | Guld       | Silver              | Silver | Brons                  | Brons |
| 200 meter | Carl Lewis · USA | 19,80 (OR) | Kirk Baptiste · USA | 19,96  | Thomas Jefferson · USA | 20,26 |

## Resultat
- Q innebär avancemang utifrån placering i heatet.
- q innebär avancemang utifrån total placering.
- DNS innebär att personen inte startade.
- DNF innebär att personen inte fullföljde.
- DQ innebär diskvalificering.
- NR innebär nationellt rekord.
- OR innebär olympiskt rekord.
- WR innebär världsrekord.
- WJR innebär världsrekord för juniorer
- AR innebär världsdelsrekord (area record)
- PB innebär personligt rekord.
- SB innebär säsongsbästa.
- w innebär medvind > 2,0 m/s

### Final
| Placering | Final                         | Tid      |
| --------- | ----------------------------- | -------- |
|           | Carl Lewis (USA)              | 19,80 OR |
|           | Kirk Baptiste (USA)           | 19,96    |
|           | Thomas Jefferson (USA)        | 20,26    |
| 4.        | João da Silva (BRA)           | 20,30    |
| 5.        | Ralf Lübke (FRG)              | 20,51    |
| 6.        | Jean-Jacques Boussemart (FRA) | 20,55    |
| 7.        | Pietro Mennea (ITA)           | 20,55    |
| 8.        | Ade Mafe (GBR)                | 20,85    |

### Semifinaler
| Placering | Heat 1                        | Tid   |
| --------- | ----------------------------- | ----- |
| 1.        | Kirk Baptiste (USA)           | 20,29 |
| 2.        | Thomas Jefferson (USA)        | 20,40 |
| 3.        | Pietro Mennea (ITA)           | 20,47 |
| 4.        | Jean-Jacques Boussemart (FRA) | 20.55 |
| 5.        | Atlee Mahorn (CAN)            | 20.77 |
| 6.        | Robson da Silva (BRA)         | 20.80 |
| 7.        | Gus Young (JAM)               | 21.17 |
| 8.        | Luis Morales (PUR)            | 21.22 |

| Placering | Heat 2                | Tid   |
| --------- | --------------------- | ----- |
| 1.        | Carl Lewis (USA)      | 20,27 |
| 2.        | João da Silva (BRA)   | 20,61 |
| 3.        | Ade Mafe (GBR)        | 20,63 |
| 4.        | Ralf Lübke (FRG)      | 20.67 |
| 5.        | Desai Williams (CAN)  | 20.70 |
| 6.        | Stefano Tilli (ITA)   | 20.72 |
| 7.        | Donald Quarrie (JAM)  | 20.77 |
| 8.        | Carlo Simionato (ITA) | 20.92 |

### Kvartsfinaler
| Placering | Heat 1                | Tid   |
| --------- | --------------------- | ----- |
| 1.        | Carl Lewis (USA)      | 20,48 |
| 2.        | Stefano Tilli (ITA)   | 20,64 |
| 3.        | Atlee Mahorn (CAN)    | 20,69 |
| 4.        | Luis Morales (PUR)    | 20.82 |
| 5.        | Mohamad Purnomo (INA) | 20.93 |
| 6.        | Patrick Barré (FRA)   | 20.95 |
| 7.        | Dudley Parker (BAH)   | 21.10 |
| 8.        | Ali Bakhta (ALG)      | 21.35 |

| Placering | Heat 2               | Tid   |
| --------- | -------------------- | ----- |
| 1.        | Desai Williams (CAN) | 20,40 |
| 2.        | Pietro Mennea (ITA)  | 20,50 |
| 3.        | Ade Mafe (GBR)       | 20.55 |
| 4.        | João da Silva (BRA)  | 20.61 |
| 5.        | Jürgen Evers (FRG)   | 20.95 |
| 6.        | Jang Jae-Keun (KOR)  | 20.14 |
| 7.        | John Mayers (BAR)    | 21.46 |

| Placering | Heat 3                        | Tid   |
| --------- | ----------------------------- | ----- |
| 1.        | Thomas Jefferson (USA)        | 20,47 |
| 2.        | Jean-Jacques Boussemart (FRA) | 20,54 |
| 3.        | Donald Quarrie (JAM)          | 20,57 |
| 4.        | Robson da Silva (BRA)         | 20.88 |
| 5.        | Julien Thode (AHO)            | 21.45 |
| 6.        | Tony Sharpe (CAN)             | 21.46 |
| 7.        | John Goville (UGA)            | 21.55 |

| Placering | Heat 4                     | Tid   |
| --------- | -------------------------- | ----- |
| 1.        | Kirk Baptiste (USA)        | 20,48 |
| 2.        | Ralf Lübke (FRG)           | 20,57 |
| 3.        | Gus Young (JAM)            | 20,75 |
| 4.        | Carlo Simionato (ITA)      | 20.86 |
| 5.        | Peter Van Miltenburg (AUS) | 21.09 |
| 6.        | Luke Watson (GBR)          | 21.14 |
| 7.        | Jamal Al-Abdulla (QAT)     | 21.44 |

### Försöksheat
| Placering | Heat 1                      | Tid   |
| --------- | --------------------------- | ----- |
| 1.        | Pietro Mennea (ITA)         | 20,70 |
| 2.        | Peter Van Miltenburg (AUS)  | 21,06 |
| 3.        | Robson da Silva (BRA)       | 21,08 |
| 4.        | Georges Kablan Degnan (CIV) | 21,39 |
| 5.        | Earl Haley (GUY)            | 21.52 |
| 6.        | Inoke Bainimoli (FIJ)       | 22.16 |
| 7.        | Saidur Rahman Dawn (BAN)    | 22.59 |
| —         | Emmanuel Bitanga (CMR)      | DNF   |

| Placering | Heat 2                    | Tid   |
| --------- | ------------------------- | ----- |
| 1.        | Leroy Reid (JAM)          | 20,62 |
| 2.        | Ralf Lübke (FRG)          | 20,88 |
| 3.        | Luke Watson (GBR)         | 21,26 |
| 4.        | Yu Zhuanghui (CHN)        | 21.48 |
| 5.        | Nordin Mohamed Jadi (MAS) | 21.88 |
| 6.        | Gregory Simons (BER)      | 21.88 |
| 7.        | James Idun (GHA)          | 22.55 |
| 8.        | Glen Abrahams (CRC)       | 22.75 |

| Placering | Heat 3                   | Tid   |
| --------- | ------------------------ | ----- |
| 1.        | Carlo Simionato (ITA)    | 21,06 |
| 2.        | Dudley Parker (BAH)      | 21,12 |
| 3.        | Jürgen Evers (FRG)       | 21,12 |
| 4.        | Florencio Aguilar (PAN)  | 21.50 |
| 5.        | Oumar Fye (GAM)          | 21.56 |
| 6.        | Mohammad Mansha (PAK)    | 22.04 |
| 7.        | Christian Nenepath (INA) | 22.20 |
| 8.        | Clifford Mamba (SWZ)     | 22.76 |

| Placering | Heat 4                  | Tid   |
| --------- | ----------------------- | ----- |
| 1.        | Thomas Jefferson (USA)  | 20,63 |
| 2.        | Desai Williams (CAN)    | 20,70 |
| 3.        | João da Silva (BRA)     | 20,70 |
| 4.        | Jamal Al-Abdullah (QAT) | 21.10 |
| 5.        | Paul Narracott (AUS)    | 21.20 |
| 6.        | Larry Millers (ANT)     | 21.93 |
| 7.        | Markus Büchel (LIE)     | 22.14 |
| 8.        | Augustus Moulton (LBR)  | 22.94 |

| Placering | Heat 5                  | Tid   |
| --------- | ----------------------- | ----- |
| 1.        | Patrick Barré (FRA)     | 20,88 |
| 2.        | Fred Martin (AUS)       | 20,98 |
| 3.        | Gus Young (JAM)         | 21,14 |
| 4.        | Alfred Nyambane (KEN)   | 21.35 |
| 5.        | Hiroki Fuwa (JPN)       | 21.37 |
| 6.        | Henry Ngolwe (ZAM)      | 21.58 |
| 7.        | Antoine Kiakouama (CGO) | 21.64 |
| 8.        | Odiya Silweya (MAW)     | 22.46 |

| Placering | Heat 6                   | Tid   |
| --------- | ------------------------ | ----- |
| 1.        | Don Quarrie (JAM)        | 20,84 |
| 2.        | Ade Mafe (GBR)           | 21,24 |
| 3.        | Tony Sharpe (CAN)        | 21,31 |
| 4.        | Sumet Promna (THA)       | 21.53 |
| 5.        | Lindel Hodge (IVB)       | 22.28 |
| 6.        | Mohamed Al-Hashimi (OMA) | 22.83 |
| 7.        | Aldo Salandra (ESA)      | 22.90 |
| 8.        | Jean-Yves Mallat (LIB)   | 22.91 |

| Placering | Heat 7                      | Tid   |
| --------- | --------------------------- | ----- |
| 1.        | Carl Lewis (USA)            | 21,02 |
| 2.        | Atlee Mahorn (CAN)          | 21,42 |
| 3.        | Julien Thode (AHO)          | 21,62 |
| 4.        | Manuel Ramírez (COL)        | 21.71 |
| 5.        | Henrique Ferreira (MOZ)     | 21.87 |
| 6.        | Luís Barroso (POR)          | 22.03 |
| 7.        | Christopher Madzokere (ZIM) | 22.75 |

| Placering | Heat 8                 | Tid   |
| --------- | ---------------------- | ----- |
| 1.        | Kirk Baptiste (USA)    | 20,63 |
| 2.        | Luis Morales (PUR)     | 21,05 |
| 3.        | Neville Hodge (USA)    | 21,12 |
| 4.        | Ali Bakhta (ALG)       | 21.15 |
| 5.        | Arnaldo da Silva (BRA) | 21.24 |
| 6.        | Lapule Tamean (PNG)    | 21.97 |
| 7.        | Gustavo Envela (GEQ)   | 22.14 |
| 8.        | Emilio Samayoa (GUA)   | 22.19 |

| Placering | Heat 9                        | Tid   |
| --------- | ----------------------------- | ----- |
| 1.        | Stefano Tilli (ITA)           | 20,72 |
| 2.        | Jean-Jacques Boussemart (FRA) | 20,82 |
| 3.        | Mohamed Purnomo (INA)         | 21,01 |
| 4.        | David Sawyerr (SLE)           | 21.29 |
| 5.        | Ivan Benjamin (SLE)           | 21.54 |
| 6.        | Moussa Savadogo (MLI)         | 21.72 |
| 7.        | Denis Rose (SEY)              | 21.87 |

| Placering | Heat 10             | Tid   |
| --------- | ------------------- | ----- |
| 1.        | Jang Jae-Geun (KOR) | 21,32 |
| 2.        | John Goville (UGA)  | 21,59 |
| 3.        | John Mayers (BAR)   | 21,70 |
| 4.        | Nelson Erazo (PUR)  | 21.72 |
| 5.        | Damel Flowers (BIZ) | 21.72 |
| 6.        | Daniel André (MRI)  | 22.16 |